# 柳芳站
柳芳站是一个位于中国北京市朝阳区和平街街道与香河园街道交界和平里北街、柳芳北街、东土城路交叉口，属于北京地铁13号线的地铁车站。

## 位置
這個站位於東土城路和柳芳北街交汇处，站址原为望和铁路（双沙铁路从望京引出的支线）和平里站。

## 结构
| 地上一层 站台层 | 侧式站台，右側開门         | 侧式站台，右側開门 |
| 地上一层 站台层 | █ 13号线往西直门（光熙门） |                    |
| 地上一层 站台层 | █ 13号线往东直门（終點站） |                    |
| 地上一层 站台层 | 侧式站台，右側開门         |                    |
| 地面层 站厅层   | 站厅                       | A-B出入口、站厅    |

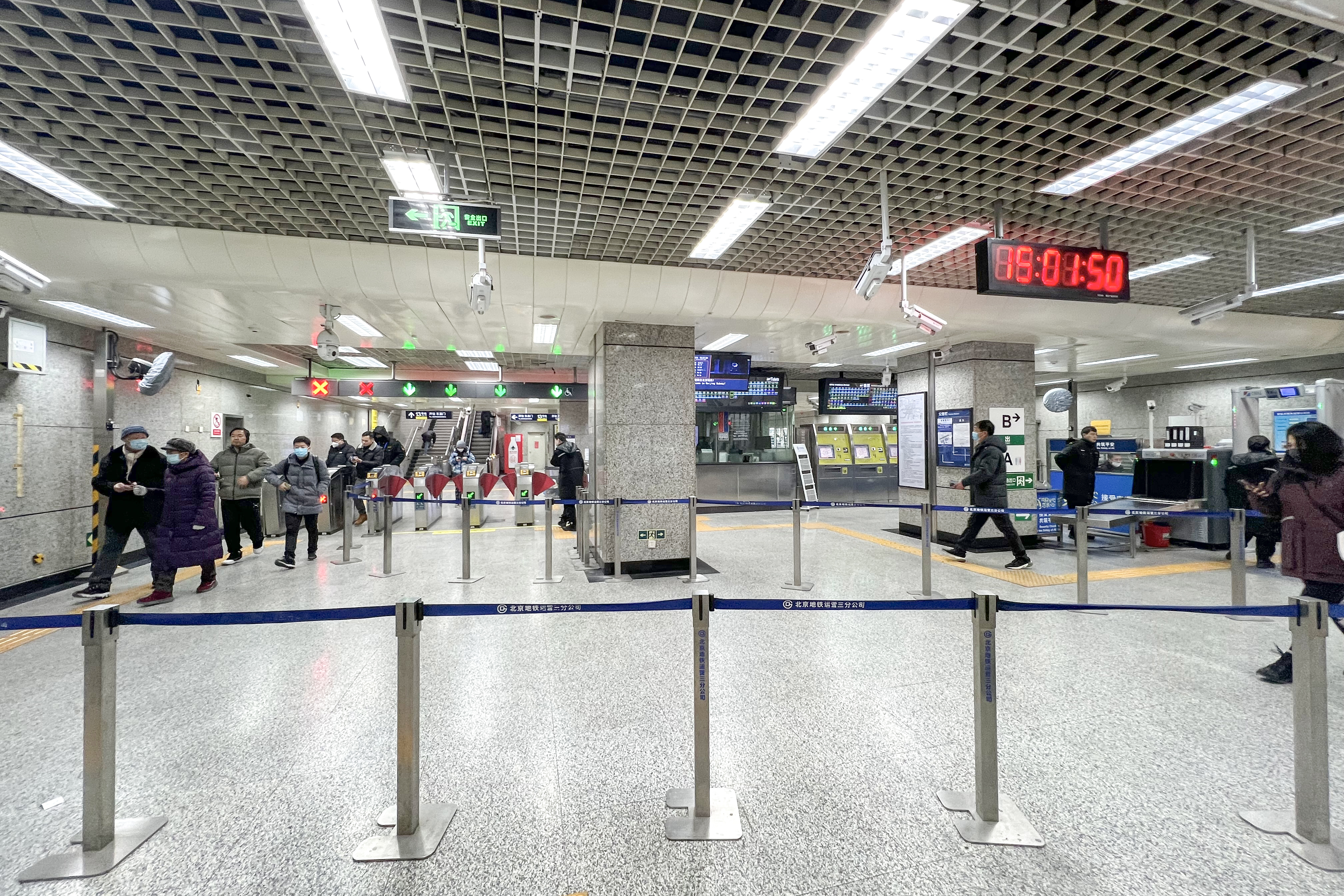
站厅非付费区
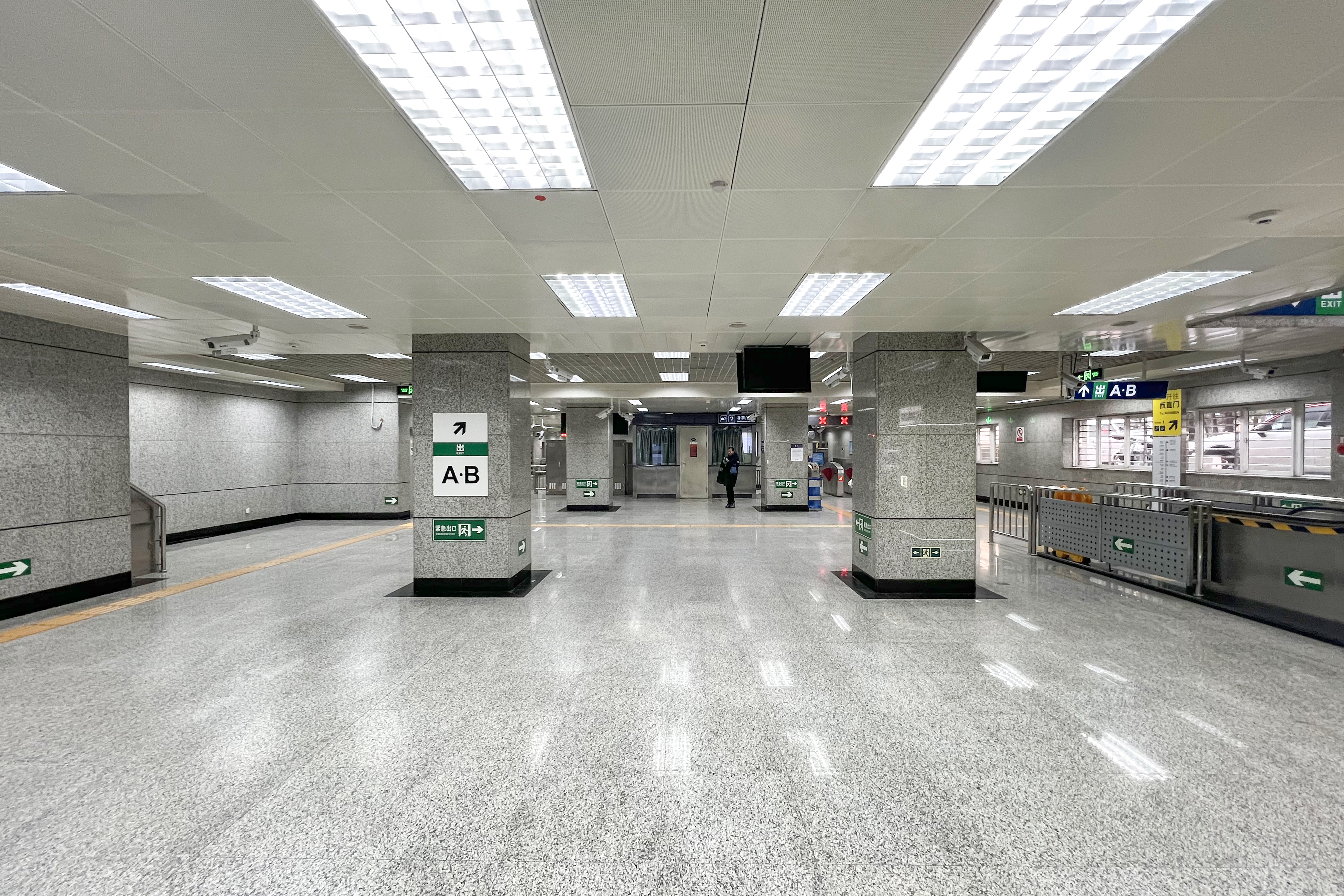
站厅付费区

## 出口
這個站有2個出口：A西、B東。
|                           |          |                  |      |            |
| 编号                      | 指示     | 建议前往的目的地 | 照片 | 無障礙設施 |
| 出口 · A · 轮椅升降台标志 | 东土城路 |                  |      |            |
| 出口 · B                  | 柳芳北街 |                  |      | 不適用     |
| 註： 設有輪椅升降台       |          |                  |      |            |

## 命名
规划建设阶段，柳芳站曾称作“和平里北街站”、“煤厂站”。开通前，这座车站由于靠近柳芳北里居住区，而改称柳芳站。柳芳站前的公交场站在13号线开通后一段时间内仍然使用“和平里火车站”一名。和平里北街站这一站名后来被用于北京地铁5号线的一个车站。